# Фуегуино
Фуегуино је вулканско поље у Чилеу. Састоји се од лавичних купола, пирокластичних купа и кратерског језера. Истоимени вулкан у оквиру поља представља најјужнији вулкан у Андима. Вулкан Фуегуино простире се на два острва у архипелагу Огњена земља, Куковом и острву Лондондери. 
Вулканска активност Фуегуина део је Аустралске вулканске зоне, која је настала субдукцијом Антарктичке плоче под Јужноамеричку плочу. Износ ове субдукције још увек је недовољан за формирање правог вулканског лука. 
На вулканима у оквиру поља нема трагова глацијалне ерозије, а постоје извештаји о вулканској активности из 1712, 1820. и 1926. године.

## Геолошке и географске одлике
Вулкан Фуегуино налази се на територији комуне Кабо де Орнос. Градови у региону су Рио Гаљегос, Пуерто Наталес, Пунта Аренас, Рио Гранде и Ушуаја.
Он је најјужнији вулкан у Андском вулканском појасу. Појава овог вулканског појаса последица је субдукције Наска и Антарктичке плоче под Јужноамеричку плочу. Појас је подељен на 4 вулканске зоне (северну, централну, јужну и аустралну). Фуегуино се налази у аустралној вулканској зони, која се простире у дужини од 800 km и садржи 6 квартарних вулкана. Аустрална вулканска зона одвојена је од јужне вулканске зоне патагонским вулканским јазом, где је лучни вулканизам престао пре 12 милиона година. Од палеоцена, трансформни расед, који дели острво на пола, помера јужни део Огњене земље на исток дуж Јужноамеричке плоче. Ово померање праћено је тектонским издизањем које се задржало у холоцену, осим када је било неутрализовано ефектима глацијације.